# Indywidualne Mistrzostwa Polski w Zapasach 1933
Mistrzostwa Polski w Zapasach 1933 – zawody sportowe, które odbyły się w 1933 w Poznaniu.
3. nieoficjalne mistrzostwa Polski w stylu wolnym rozegrano x.x.1933, a 9. mistrzostwa w stylu klasycznym 16 i 17 kwietnia.

## Medaliści

### Styl wolny
| Kategoria:      | Złoto:                          | Srebro:                           | Brąz:                            |
| waga kogucia    |                                 |                                   | Bronisław Pyć YMCA Warszawa      |
| waga piórkowa   |                                 |                                   |                                  |
| waga lekka      | Edward Więckowski YMCA Warszawa |                                   | Dzięciołowski Skra Warszawa      |
| waga półśrednia | Feliks Rejniak YMCA Warszawa    |                                   |                                  |
| waga średnia    |                                 | Władysław Koszewski Skra Warszawa | Władysław Syrecki Legia Warszawa |
| waga półciężka  |                                 | Baliszewski Świt Warszawa         |                                  |
| waga ciężka     |                                 |                                   |                                  |

### Styl klasyczny
| Kategoria:  | Złoto:                           | Srebro:                                | Brąz:                                  |
| 58 kg       | Leonard Grodzki Sztekker Poznań  | Antoni Rokita Rywal Warszawa           | Piec Śląsk                             |
| 62 kg       | Anioła Sztekker Poznań           | Jan Konwa Legia Warszawa               | Zbigniew Szajewski YMCA Warszawa       |
| 67 kg       | Henryk Szlązak Legia Warszawa    | Jacek Warszawa                         | Władysław Bajorek Wisła Kraków         |
| 73 kg       | Andrzej Zembrzuski YMCA Warszawa | Piotr Neuff Elektryczność Warszawa     | Tuszyński Edmund HCP Poznań            |
| 79 kg       | Jan Gałuszka Sokół II Katowice   | Karol Jakubowski IKP Łódź              | Kazimierz Biskupski Gwiazda Bydgoszcz  |
| 87 kg       | Henryk Hebda Legia Warszawa      | Franciszek Gęstwiński Pepege Grudziądz | Władysław Elsner-Zawadzki Flota Gdynia |
| ponad 87 kg | Jerzy Puciata Legia Warszawa     | Günter Zbyszko Poznań                  | Baliszewski Świt Warszawa              |